# Dargov
Dargov (hongrois : Dargó) est un village de Slovaquie situé dans la région de Košice.

## Histoire
Première mention écrite du village en 1458.
Révolte paysanne en 1831.
En 1944, une importante bataille entre les Russes et les Allemands, plus de 20 000 morts.

## Démographie

### Évolution de la population
| Année:               | 1994. | 2004.   | 2014.    | 2024.   |
| -------------------- | ----- | ------- | -------- | ------- |
| Nombre de personnes: | 539   | 541     | 608      | 636     |
| Différence:          |       | +0,37 % | +12,38 % | +4,60 % |

| Année:               | 2023. | 2024.   |
| -------------------- | ----- | ------- |
| Nombre de personnes: | 619   | 636     |
| Différence:          |       | +2,74 % |